# Zagrywka (serial telewizyjny)
Zagrywka (ang. Pitch) – amerykański serial telewizyjny (dramat) wyprodukowany przez Rhode Island Ave. Productions oraz 20th Century Fox Television, którego twórcami są Dan Fogelman i Rick Singer. Serial był  emitowany od 22 września 2016 roku do 8 grudnia 2016 roku przez FOX.

2 maja 2017 roku, stacja FOX ogłosiła anulowanie serialu po jednym sezonie.

W Polsce serial był emitowany od 6 czerwca 2017 roku 4 lipca 2017 roku przez Fox Polska.

## Fabuła
Ginny to dziewczyna, którą łowca talentów wybiera aby grać w pierwszej lidze baseballowej w drużynie San Diego. Musi rzucać tak, aby konkurować z mężczyznami i jednocześnie tak, aby nie dała się im zdominować.

## Obsada

### Główna
- Kylie Bunbury jako Ginny Baker[4]
- Mark-Paul Gosselaar jako Mike Lawson[5]
- Mo McRae jako Blip Sanders[6]
- Meagan Holder jako Evelyn Sanders[6]
- Tim Jo jako Eliot[6]
- Ali Larter jako Amelia Slater[7]
- Dan Lauria jako Al Sciutta
- Mark Consuelos jako Oscar[8]

### Drugoplanowe
- Michael Beach jako Bill Baker
- Bob Balaban jako Frank Reid

## Odcinki
| Sezon | Sezon | Odcinki | Oryginalna emisja | Oryginalna emisja | Oryginalna emisja | Oryginalna emisja | Oryginalna emisja |
| Sezon | Sezon | Odcinki | Premiera sezonu   | Finał sezonu      | Premiera sezonu   | Finał sezonu      |                   |
| ----- | ----- | ------- | ----------------- | ----------------- | ----------------- | ----------------- | ----------------- |
|       | 1     | 10      | 22 września 2016  | 8 grudnia 2016    | 6 czerwca 2017    | 4 lipca 2017      |                   |

### Sezon 1 (2016)
| #  | Tytuł                                                                                  | Reżyseria      | Scenariusz                                | Premiera FOX         | Premiera Fox Polska |
| -- | -------------------------------------------------------------------------------------- | -------------- | ----------------------------------------- | -------------------- | ------------------- |
| 1  | 'Debiutantka' Pilot                                                                    | Paris Barclay  | Dan Fogelman, Rick Singer                 | 22 września 2016     | 6 czerwca 2017      |
| 2  | 'Okres przejściowy' The Interim                                                        | Paris Barclay  | Dan Fogelman                              | 29 września 2016     | 6 czerwca 2017      |
| 3  | 'Ostra piłka' Beanball                                                                 | Ken Fink       | Kevin Falls                               | 6 października 2016  | 13 czerwca 2017     |
| 4  | 'Przełom' The Break                                                                    | Regina King    | Rick Singer                               | 13 października 2016 | 13 czerwca 2017     |
| 5  | 'Transfery' Alfonzo Guzman-Chavez                                                      | Paris Barclay  | Becky Hartman Edwards                     | 27 października 2016 | 20 czerwca 2017     |
| 6  | 'Sponsor' Wear It                                                                      | Joanna Kerns   | Jonathan Igla                             | 3 listopada 2016     | 20 czerwca 2017     |
| 7  | 'San Francisco' San Francisco                                                          | Mary Lou Belli | Eli Attie, Kevin Falls                    | 10 listopada 2016    | 27 czerwca 2017     |
| 8  | 'Niepowstrzymane siły i rzeczy nie do ruszenia' Unstoppable Forces & Immovable Objects | Chris Koch     | Becky Hartman Edwards, Ester Lou Weithers | 17 listopada 2016    | 27 czerwca 2017     |
| 9  | 'Skreślony' Scratched                                                                  | Zetna Fuentes  | Tanner Bean, Katrina Mathewson            | 1 grudnia 2016       | 4 lipca 2017        |
| 10 | 'Nic nie mów' Don't Say It                                                             | Paris Barclay  | Dan Fogelman, Rick Singer                 | 8 grudnia 2016       | 4 lipca 2017        |

## Produkcja
- 14 stycznia 2016 roku, ogłoszono, że główna rolę w serialu zagra Kylie Bunbury[4]
- 12 lutego 2016 roku, Mark-Paul Gosselaar dołączył do serialu[5]
- 23 lutego 2016 roku, Mo McRae, Meagan Holder oraz Tim Jo dołączyli do obsady "Pitch"[6]
- 26 lutego 2016 roku, Mark Consuelos dołączył do serialu[8]
- 9 maja 2016 roku, ogłoszono, że Ali Larter zagra w "Pitch" wcieli się w rolę Amelii Slater[7]
- 11 maja 2016 roku, stacja zamówiła pierwszy sezon serial na sezon telewizyjny 2016/2017, którego premiera wstępnie zaplanowaną na mideseason, ale została przesunięta na jesień 2016 roku[19][20][21]